# Kaisers (Weitnau)
Kaisers ist ein Gemeindeteil der Marktgemeinde Weitnau im bayerisch-schwäbischen Landkreis Oberallgäu.

## Geographie
Die Einöde liegt circa sechs Kilometer nordöstlich des Hauptorts Weitnau. Östlich der Ortschaft verläuft die Gemeindegrenze zu Buchenberg.

## Ortsname
Der der Ortsname stammt vom Familiennamen Kaiser und bedeutet Ansiedlung des Kaiser.

## Geschichte
Kaisers wurde erstmals urkundlich im Jahr 1875 mit zwei Gebäuden erwähnt. Der Ort gehörte bis 1972 der Gemeinde Wengen an, die durch die bayerische Gebietsreform in der Gemeinde Weitnau aufging.